# إدواردو أموريم
إدواردو أموريم (بالبرتغالية: Eduardo Amorim) هو سياسي برازيلي، ولد في 17 مايو 1963 في البرازيل. حزبياً، نشط في الحزب الديمقراطي الاجتماعي البرازيلي. انتخب عضو مجلس النواب البرازيلي ‏ وانتخب عضو مجلس الشيوخ من البرازيل عن دائرة Sergipe ‏ وقد انضم خلال فترته النيابية ‏ للكتلة البرلمانية الحزب الديمقراطي الاجتماعي البرازيلي.